# فالي دي ريو دوسي
شركة فالي دي ريو دوسي (Vale S.A) (أي وادي النهر الحلو في إشارة إلى «نهر دوسي») شركة برازيلية متعددة الجنسيات، تعمل في مجال المعادن والتعدين وواحدة من أكبر مشغلي الخدمات اللوجستية في البرازيل. الشركة القديمة كانت تسمى كومبانهيا فالي دو ريو دوسي تأسست في عهد الرثيس جيتوليو فارجاس واليوم تعتبر مؤسسه عامه ومفتوحة للمساهمة العامة، ومركز الشركة مدينة ريو دي جانيرو، وهي أكبر منتج لخام الحديد والنيكل في العالم. تنتج فالي أيضًا المنجنيز والسبائك الحديدية والنحاس والبوكسيت والبوتاس والكاولين والكوبالت، وتعمل حاليًا تسعة مصانع لتوليد الطاقة الكهرومائية وشبكة كبيرة من السكك الحديدية والسفن والموانئ المستخدمة لنقل منتجاتها.
تعرضت الشركة لحادثين كارثيين في سدود نفايات في البرازيل: ماريانا، في عام 2015، وبرومادينيو، في عام 2019 ؛ تسببت كارثة سد برومادينيو في خسارة الشركة ترخيصها لتشغيل ثمانية سدود نفايات في ميناس جيرايس، وخسر مخزونها ما يقرب من 25 في المائة من القيمة.
تعتبر فالي الشركة الأكثر قيمة في أمريكا اللاتينية، حيث تقدر قيمتها السوقية بـ 111 مليار دولار أمريكي في عام 2021.
تملك شركة ميتسوي اليابانية 18% من رأس مال الشركة.

## وصلات خارجيـة
- صفحـة الشـركة بالبرتغالية نسخة محفوظة 13 يونيو 2006 على موقع واي باك مشين.
- صفحة الشـركة بالإنجليزية